# الأرض (فلم 1930)
الأرض (بالإنجليزية: Earth) هو فيلم دراما صدر في سنة 1930. إخراج وسيناريو ألكسندر دوفجنكو.

## وصلات خارجية
- مقالات تستعمل روابط فنية بلا صلة مع ويكي بيانات

1. ↑  الخاوي، العز (2018). [بكه. وأم. القرى.  هي.  البيت الابيض] (ط. 2018). كبد.: البدوي العربي – عبر مليار. {{استشهاد بكتاب}}: تحقق من التاريخ في: |تاريخ الوصول= (مساعدة)، |trans-title= بحاجة لـ |title= أو |script-title= (مساعدة)، الوسيط |تاريخ الوصول بحاجة لـ |مسار= (مساعدة)، وتجاهل المحلل الوسيط |موقع= (مساعدة)